# Чернеччинська сільська територіальна громада (Сумська область)
Чернеччинська сільська громада — об'єднана територіальна громада в Україні, в Охтирському районі Сумської області. Адміністративний центр — село Чернеччина.
Площа громади — 584,54 км², населення — 10 353 мешканці (2018).
Утворена 6 липня 2017 року шляхом об'єднання Бакирівської, Бугруватської, Височанської, Кардашівської, Лутищанської, Пологівської, Сонячненської, Хухрянської та Чернеччинської сільських рад Охтирського району.
1 грудня 2017 року відбулась перша сесія Чернеччинської сільської ради (як новоствореної громади). Рішенням сесії було затверджено 8 старостинських округів: Бакирівський, Бугруватський, Височанський, Кардашівський, Лутищенський, Пологівський, Сонячненський та Хухрянський.
Межує з Грунською, Чупахівською, Охтирською, Тростянецькою та Киріківською громадами Сумської області, Краснокутською громадою Харківської області та Котелевською громадою Полтавської області.
Відстань до міст: Охтирки — 8 км, Сум — 84,5 км, Полтави — 107 км, Харкова — 118 км, Києва — 393 км.
У громаді:
- 2 опорних заклади І-ІІІ ст. (у тому числі школи філії);
- 2 дошкільних навчальних закладів;
- 5 навчально-виховних комплексів;
- 3 комунальні заклади у сферах педагогічної освіти, спорту та творчості;
- 5 амбулаторій загальної практики сімейної медицини (+ 2 будуються);
- 4 ФАПи;
- 3 фельдшерських пунктів;
- 9 сільських будинків культури;
- 5 сільських клубів;
- 3 комунальні заклади у сферах молодіжної політики, дозвілля та бібліотечної справи.

## Населені пункти
До складу громади входять 32 села: Бакирівка, Борзівщина, Бугрувате, Буймерівка, Вербове, Веселий Гай, Високе, Восьме Березня, Гай-Мошенка, Доброславівка, Журавне, Залісне, Кардашівка, Корабельське, Кудряве, Литовка, Лутище, Манчичі, Мирне, Михайленкове, Мошенка, Перемога, Пилівка, Підлозіївка, Пологи, Попелівщина, Риботень, Сонячне, Українка, Хухра, Чернеччина та Ясенове.

## Нематеріальна культурна спадщина
Традиція  випікання та дарування різдвяних пряників у громаді в 2025 році занесена до списку нематеріальної культурної спадщини України під номером 114н.к.с. (Наказ від 16.07.2025 № 588) як «Традиція випікання та дарування обрядових різдвяних пряників на Слобожанщині ". Цей елемент НКС України занесено до списку елементів, що потребують термінової охорони.